# オプティム
株式会社オプティム（英: OPTiM CORPORATION）は、東京都港区に本社を置き、システム開発・販売などを行う日本の企業。

## 概要
設立時はデジタル放送向け配信サポート技術開発、インターネット広告配信を中心とした事業を展開。2006年ごろから、ルータ設定の自働化ツールやリモートサポート技術を中心とした研究開発へとシフトし、2011年にそれらの技術を応用したAndroid,iOS向けソフトウェア開発を開始。同社が開発するモバイルデバイスマネジメント（MDM）サービスの「OPTiM Biz」は、市場シェアNo.1を獲得している。
2015年ごろから、AIやIoTを中心とした研究開発へシフトし、IoT Platformサービスの「OPTiM Cloud IoT OS」の提供を開始した。同プラットフォームは、小松製作所が中心に提供する建設向けオープンプラットフォーム「Landlog」への採用実績や、メディカロイドが提供する手術支援ロボットシステム「hinotori™ サージカルロボットシステム」用ネットワークサポートシステムの「MINS（Medicaroid Intelligent Network System）」への採用実績などがある。
近年、第4次産業革命の中心的な企業になることをスローガンに掲げ、様々な業界や産業とAI・IoT・Robotを融合させる「○○×IT」戦略のもと、事業を展開している。AIを活用した画像解析技術やIoT技術の強みを活かし、事業領域は、 農業×IT、医療×IT、建設×IT、電力×IT、警察×IT、小売×IT、金融×IT、運輸×IT、ロボット×ITなど多岐にわたっている。

## 沿革
- 2000年6月 - 佐賀県佐賀市に資本金1,000万円にて株式会社オプティムを設立。
- 2001年
  - 4月 - コナミ（現・コナミホールディングス）へダウンロードプロモーションサービス「i-CM」の提供を開始。
  - 4月 - ストリーミング動画広告サービス「i7 Streaming Spot」の提供を開始。
  - 10月 - 東京都港区に東京オフィスを設置。
- 2003年3月 ‐ プッシュ型情報インフラ「i7 Just Time Information」の提供を開始。
- 2004年
  - 3月 ‐ モバイルラーニングシステム「KINJIRO-」の提供を開始。
  - 3月 - 知的財産権侵害コンテンツ監視システム「ZENIGATA」の提供を開始。
  - 10月 - ブロードバンドパソコンスクール「KINPACHI」の提供を開始。
- 2006年9月 - 東京都港区芝に東京オフィスを移転し、東京本社とする。
- 2008年
  - 9月 - オプティマルラボにてホームネットワーク管理ソリューション「Optimal HomeLink」トライアル版の提供を開始。
  - 9月 - コンシューマ向けグリーンIT推進ソフト「Optimal Green」をコストダウンシェアモデルにて提供を開始。
  - 10月 - 2008年度　第六回　日本テクノロジーFast50にてオプティムが14位に選出。
- 2009年8月 - 東京都港区港南1丁目6番34号 東京日産港ビル（現・品川イースト）に東京本社を移転。
- 2011年
  - 3月 - 日本・米国にて機器の特定・設定・診断技術の特許取得。
  - 6月 - リモートサポート時の画面転送技術の特許取得。
  - 11月 - MDM（モバイルデバイスマネジメント）でスマートフォンを含むマルチデバイス機器特定技術の特許取得。
- 2012年3月 - 福岡県福岡市博多区にCANTERA Officeを開設。
- 2013年4月 - 東京都港区愛宕に東京本社を移転。
- 2014年10月 - 東京証券取引所マザーズ上場。
- 2015年10月 - 東京証券取引所第一部に市場変更。
- 2016年
  - 2月4日 - 国内初となるスマホ・タブレットを用いた遠隔診療サービス「ポケットドクター」を発表[5]。
  - 3月9日 - セキュア・マーケットプレイス「OPTiM Store」を発表[5]。
  - 3月30日 - IoT時代に最適化されたOS「OPTiM Cloud IoT OS」を発表[6]。
- 2017年
  - 7月19日 - 小松製作所、NTTドコモ、SAPと建設生産プロセス全体をつなぐ新プラットフォーム「LANDLOG」の共同企画・運用を開始[7]。
  - 9月17日 - 佐賀大学構内に佐賀本店を移転[8]。
  - 12月 - ピンポイント農薬散布テクノロジーを開発[9][10]。
  - 12月27日 - 「スマート農業アライアンス」を設立[11][12]。
- 2018年
  - 3月19日 - モノタロウAIストアをオープン[13]。
  - 4月26日 - 「SMART AGRI（スマートアグリ）」をオープン [14]。
  - 7月24日 - スマート林業への取組を開始[15]・「AGRI EARTH」を発表[16]。
  - 10月11日 - AI画像解析技術で各業界特有の課題解決を実現するパッケージサービス「OPTiM AI Camera」の提供を開始[17]。
- 2019年1月29日 - みちのく銀行と日本初となるスマート農業地域商社「株式会社オプティムアグリ・みちのく」を設立[18][19]。
- 2020年
  - 5月27日 - テレワーク環境下での従業員の業務管理・体調管理・生産性向上をAIで支援するサービス「Optimal Biz Telework」を発表[20]。
  - 7月27日 - 佐賀銀行と地銀・地域DXを推進する合弁会社「オプティム・バンクテクノロジー株式会社」を開始。
  - 10月27日 - 建設DXとICT施工を推進する「株式会社ランドログマーケティング」を設立[21]。
- 2021年
  - 1月18日 - 東日本電信電話、株式会社WorldLink & Companyと共同で「株式会社NTT e-Drone Technology」を設立し、2021年2月1日から事業開始すると発表[22]。
  - 4月20日 - KDDIとAI・IoT活用の商品企画で、企業のDXを支援する合弁会社「DXGoGo」の設立を発表。
- 2025年
  - 2月9日 - 「Optimal Biz」サービス名称を「OPTiM Biz」に変更[23]。